# Casalabriva
Casalabriva település Franciaországban, Corse-du-Sud megyében. Lakosainak száma 229 fő (2022. január 1.). Casalabriva Olmeto, Petreto-Bicchisano, Pila-Canale és Sollacaro községekkel határos.

## Népesség
A település népességének változása:
| Lakosok száma | 162  | 136  | 150  | 187  | 185  | 201  | 213  | 214  | 219  | 229  |
|               | 1968 | 1982 | 1990 | 2006 | 2013 | 2015 | 2017 | 2019 | 2020 | 2022 |